# 썬더 토크 게이밍
썬더 토크 게이밍(Thunder Talk Gaming)은 중화인민공화국의 리그 오브 레전드 프로게임단이다.

## 연혁
- 2017년 12월 25일 : SinoDragon Gaming 창단
- 2019년 5월 22일 : Dominus Esports로 팀명 변경
- 2020년 9월 15일 : Thunder Talk Gaming으로 팀명 변경

## 소속 선수
- 감독 : 차이쉐이
- 코치 : 자오저린

| 이름     | 소환사명  | 포지션  | 비고 |
| -------- | --------- | ------- | ---- |
| 윤용호   | HOYA      | 탑      |      |
| 황샹     | Xiaoxiang | 탑      |      |
| 다이잉제 | Xiao17    | 정글    |      |
| 양링     | Beichuan  | 정글    |      |
| 손우현   | UCAL      | 미드    |      |
| 딩왕     | Puff      | AD 캐리 | 주장 |
| 조자러   | Kepler    | AD 캐리 |      |
| 쑤즈린   | Southwind | 서포터  |      |
| 비하오텐 | yaoyao    | 서포터  |      |

## 주요 성적
- 데마시아 컵 2020 20강
- 2021 리그 오브 레전드 프로리그 스프링 13위
- 2021 리그 오브 레전드 프로리그 서머 16위
- 네스트 2021 조별 리그 3위
- 데마시아 컵 2021 20강
- 2022 리그 오브 레전드 프로리그 스프링 17위
- 2022 리그 오브 레전드 프로리그 서머 12위

## 같이 보기
- 리그 오브 레전드 프로리그(LPL)